# Hikari to tomo ni...
Hikari to tomo ni… ~jiheishōji o kakaete~ (光とともに…〜自閉症児を抱えて〜) est une série manga dessinée par Keiko Tobe et publiée dans le magazine For Mrs. entre 2000 et 2010. La série raconte l'histoire de Sachiko et de son fils Hikaru affecté par une forme d'autisme sévère. La mort de l'autrice début 2010 provoque la fin prématurée de la série, qui reste inachevée avec un total de 15 volumes.
L'œuvre reçoit le prix d'excellence, catégorie manga, du Japan Media Arts Festival en 2004. Elle est adaptée la même année en drama par la Nippon Television.

## Description
Hikari to tomo ni… suit l'histoire de la famille Azuma, dont le fils, Hikaru, est affecté par une forme d'autisme et par un handicap mental, avec un focus sur sa vie sociale.
La protagoniste principale du manga est Sachiko Azuma, une jeune femme au foyer de classe moyenne vivant dans la banlieue de Tokyo au début des années 2000. Son mari, Masato, est un salaryman qui passe de très nombreuses heures au travail et accorde peu de temps à sa famille. L'histoire débute par la naissance du premier enfant de la famille, un garçon nommé Hikaru, en référence au lever de soleil qui a accompagné sa naissance.
Bien vite Hikaru se montre incontrôlable : il refuse d'être touché, se montre très sensible au bruit et à la lumière, ne regarde personne dans les yeux, pleure et hurle beaucoup et échoue à l'entraînement à la propreté malgré les efforts répétés de Sachiko. Sachiko comprend que quelque chose n'est pas normal et entre en errance médicale pendant qu'elle peine à trouver du soutien chez ses proches : Masato refuse de s'impliquer et s'enfuit encore plus dans le travail, sa belle-mère l'accuse de mauvaise éducation selon la théorie de la mère réfrigérateur quand les autres mères du voisinage commèrent sur elle. Lorsqu'un médecin commence à parler d'autisme, Sachiko prend peur et entre en déni pendant une longue année, avant de finalement accepter le diagnostic.
La famille Azuma menace ainsi d'exploser après quelques années de mariage, avec Sachiko à bout de nerf qui commence frapper Hikaru et Masato qui s'effondre d'épuisement professionnel ; après ce double épisode particulièrement éprouvant le couple se retrouve et ils deviennent tous les deux pro-actifs dans l'éducation de leur fils : ils s'associent aux soignants et militent pour que leur fils soit accepté pour ce qu'il est aussi bien par leur famille que par la société dans son ensemble, en partant du principe qu'il est du devoir d'une société d'accepter et de s'adapter aux besoins des personnes porteuses d'un handicap. Le manga utilise ainsi de nombreux personnages secondaires eux aussi affectés par divers troubles de développement, avec plusieurs formes d'autisme mais aussi la dyslexie ou le TDAH.
L'histoire s'arrête de façon abrupte du fait de la mort de l'autrice, alors que Hikaru vient d'entrer au collège.